# Androstenodiona

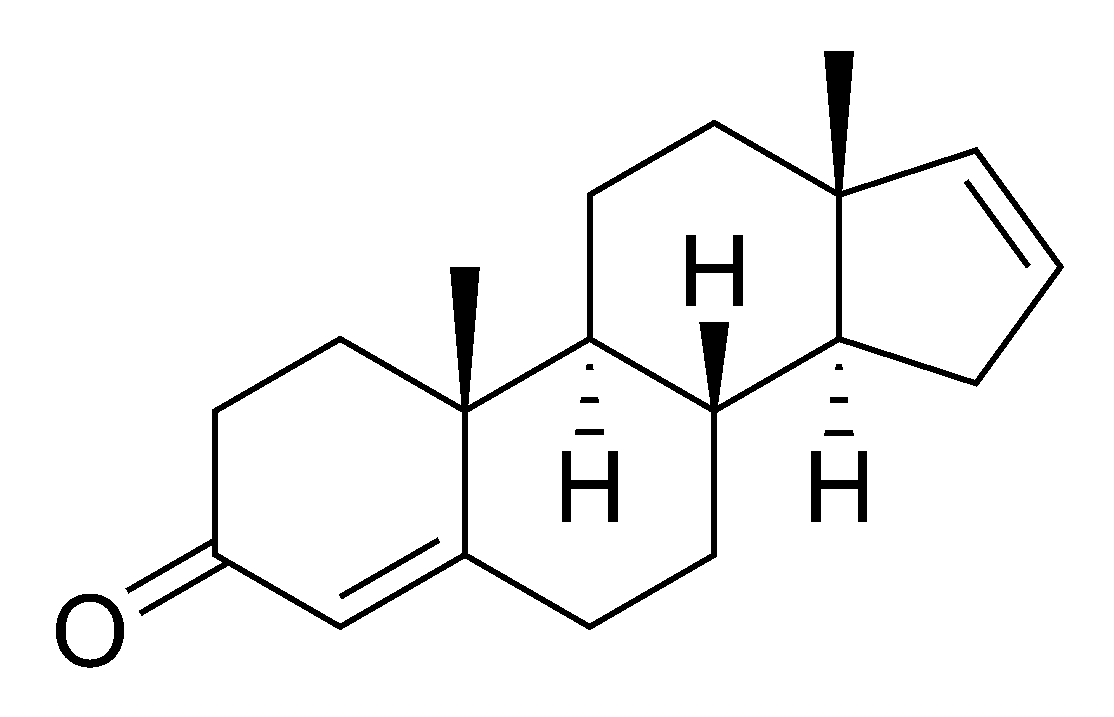
Estrutura química da androstenodiona.

A androstenodiona é um feromônio do sexo masculino presente no suor. Se inalado por mulheres produz reações como taquicardia e aumento da libido. É produzido pela glândula supra-renal, sendo precursor da testosterona.
Esta substância é adicionada em perfumes e loções com o objetivo de aumentar o cortisol nas mulheres, que é ligado a excitabilidade. Porém, não é ainda comprovado se elas respondem a isto, devido a rudimentar estrutura com esta função no nariz dos humanos.